# Minalin
Minalin es un municipio filipino de cuarta clase, perteneciente a la provincia de la Pampanga, en la isla de Luzón.

## Historia
El pueblo se fundó en 1614. Hacia mediados del siglo XIX, tenía contabilizada una población de 4970 habitantes, repartidos en 760 casas. Aparece descrito en el segundo volumen del Diccionario geográfico, estadístico, histórico de las Islas Filipinas (1851) de Manuel Buzeta Núñez y Felipe Bravo con las siguientes palabras:

MINALIN: pueblo con cura y gobernadorcillo, en la isla de Luzon, prov. de la Pampanga, arz. de Manila; sit. en los 124° 22' long., 14° 58' lat., á la orilla der. de un r., terreno llano, y clima templado y saludable. Se fundó este pueblo en 1614, y en la actualidad tiene unas 760 casas todas inmediatos á la igl. parr. que es de buena fábrica, y se halla bajo la advocacion de Santa Mónica, sirviéndola un cura regular. Hay una escuela de instruccion primaria dotada de los fondos de comunidad, un convento ó casa parroquial que está junto á la igleisa, y la casa tribunal ó de comunidad donde se encuentra la cárcel. Pasa por este pueblo el camino que conduce desde Macabebe á Santo Tomás; hay otro al N. O. que se dirije á Bacolor de donde recibe el correo semanal establecido en la isla. Confina el term. por N. con el de Santo Tomás, que dista cerca de  leg.; por S. con el de Macabebe, á 1 ½ id.; por O. con el de Betis, á 1 ¼ leg.; por E. con el de San Luis, á 2 ¾ id., y por N. O. con el de Bacolor, cab. de la prov., á 1 ¼ leg. El terreno es llano y lo cruzan varios esteros que se forman entre unos y otros rios por lo bajo del terreno. En tiempo de secas escasean algo las aguas, por lo que los naturales tienen que abrir pozos para conseguirla. El terreno reducido á cultivo produce arroz, maiz, caña dulce, cacao, añil y varias clases de fruta. ind.: los naturales benefician la nipa sacando de ella vino y vinagre, tienen algunos ingenios para la fabricacion del azúcar, cultivan sus tierras, benefician igualmente el añil y se dedican á la fabricacion de algunas telas que sirven para los usos domésticos, siendo las mugeres las que con especialidad se ocupan en esta. com.: la esportacion de estos productos menos aquella parte indispensable para cubrir las necesidades del pueblo, y la importacion de los artículos de que carece, es lo que forma este. pobl. 4,438 alm., y en 1845 pagaba 916 ½ trib., que hacen 9,165 rs. plata, equivalentes á 22,912 ½ rs. vn.: tiene en la actualidad 4,970 alm. y 1,100 trib.
(Buzeta y Bravo, 1851, p. 328)

En 2020, tenía censados 48 380 habitantes.

## Patrimonio
Hay en el municipio una iglesia parroquial de Santa Mónica.